# カルロ・エマヌエーレ1世
カルロ・エマヌエーレ1世・ディ・サヴォイア（Carlo Emanuele I di Savoia, 1562年1月12日 - 1630年7月26日）は、サヴォイア公、ピエモンテ公、アオスタ伯、モーリエンヌ伯、ニース伯、キプロス王、エルサレム王（在位：1580年 - 1630年）、サルッツォ侯（在位：1588年 - ）。通称イル・グランデ（il Grande）。
エマヌエーレ・フィリベルトと妃マルゲリータ（フランス王フランソワ1世の末子）の子。フランス語名シャルル・エマニュエル1世・ド・サヴォワ（Charles Emmanuel Ier de Savoie）。
トリノに宮廷を持ち、建築家、詩人、芸術家などに囲まれた。モンドヴィ近くにある、自らが出資したヴィコフォルテの聖域に埋葬された。

## 結婚と子女
スペイン王フェリペ2世と王妃イサベルの娘カテリーナ・ミケーラ（1567年 - 1597年）と結婚し、10人の子供をもうけた。
- フィリッポ・エマヌエーレ（Filippo Emanuele, 1586年 - 1605年）
- ヴィットーリオ・アメデーオ1世（Vittorio Amedeo I,  1587年 - 1637年）　サヴォイア公
- エマヌエーレ・フィリベルト（Emanuele Filiberto, 1588年 - 1624年）　シチリア副王（1622年 - 1624年）
- マウリツィオ（1593年 - 1657年）　枢機卿、オネーリア公
- マルゲリータ（Margherita, 1589年 - 1655年）　マントヴァ公フランチェスコ4世・ゴンザーガと結婚。
- イザベッラ（Isabella, 1591年 - 1626年）　モデナ公アルフォンソ3世・デステと結婚。
- マリーア・アポッロニア（Maria Apollonia, 1594年 - 1656年）　修道女
- フランチェスカ・カテリーナ（Francesca Caterina, 1595 - 1640年）　修道女
- トンマーゾ・フランチェスコ（Tommaso Francesco, 1596年 - 1656年）　カリニャーノ公。のちにイタリア王国の王家となるサヴォイア＝カリニャーノ家の祖。
- ジョヴァンナ（Giovanna, 1597年）